# Kish Airlines
Pour les articles homonymes, voir IRK.
Kish Airlines (code AITA : Y9, code OACI : IRK) est une compagnie aérienne iranienne.
Créée le 16 décembre 1989, dans l'île de Kish, elle loue deux avions, un Tupolev TU-134 et un Antonov AN-24 d'une compagnie bulgare.

## Flotte

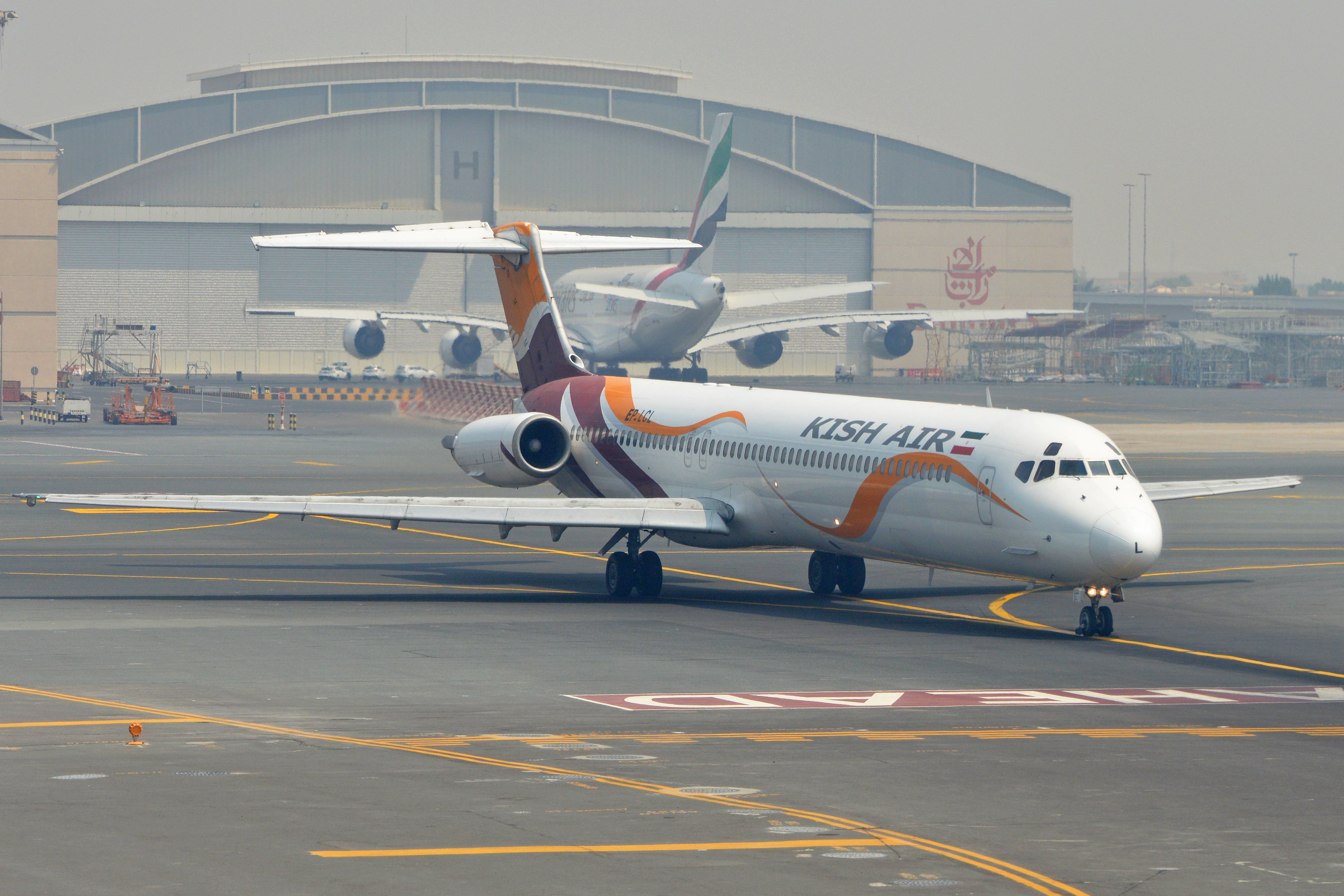
McDonnell Douglas MD-82 de Kish Air, ici à l'aéroport international de Dubaï.

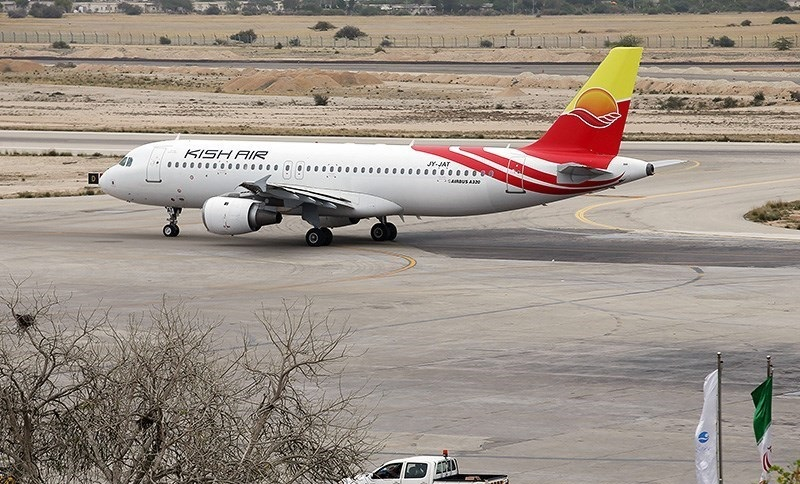
Ancien Airbus A320 de Kish Air.

### Flotte actuelle
Depuis avril 2023, Kish Air exploite les avions suivants :

## Flotte historique
- 2 Airbus A320
- 1 Boeing 737-500
- 7 Fokker F50

## Accident
- Vol Kish Air 7170